# Pavo Barišić
Pour les articles homonymes, voir Barišić.
Pavo Barišić, né le 9 septembre 1959, est un philosophe et homme politique croate. Il est ministre de la Science et de l'Éducation de 19 octobre 2016 à 2017. Il préside l’Union paneuropéenne internationale depuis février 2025.